# Coelogyne breviscapa
Coelogyne breviscapa är en orkidéart som beskrevs av John Lindley.
Coelogyne breviscapa ingår i släktet Coelogyne och familjen orkidéer. Inga underarter finns listade i Catalogue of Life.